# Seikichi Fujimori
Seikichi Fujimori (藤森 成吉?, Fujimori Seikichi; Suwa, 28 agosto 1892 – Nagano, 26 maggio 1977) è stato uno scrittore e drammaturgo giapponese.
Si dedicò ad una letteratura impegnata a sfondo sociale.

## Biografia
Si diplomò alla scuola secondaria di Suwa.
Il suo esordio nella letteratura fu molto precoce, dato che appena ventenne mandò alle stampe il romanzo Nami ("Le onde"), successivamente reintitolato in Wakaki hi no nayami ("Il tormento della gioventù").
Successivamente seguì un corso di studi in lingua e letteratura tedesca all'Università imperiale di Tokyo, culminato con la laurea ottenuta nel 1916.
Quindi ottenne la cattedra come insegnante in una scuola, ma ben presto vi rinunciò per occuparsi totalmente alla scrittura.
Nel 1917 scrisse il romanzo Toko-Jin ("Jin il barbiere"), seguito, due anni dopo, da Kyu-sensei ("Un ex-insegnante") e Kosui no kanata ("Oltre il lago").
Se nelle prime opere le sue tendenze dominanti erano l'idealismo e uno sfondo crepuscolare, piano piano si appassionò al marxismo e manifestò questo interesse avvicinandosi ad una letteratura più impegnata socialmente e politicamente.
Sempre più coinvolto dalle problematiche proletarie, nel 1924 decise di svolgere un'attività lavorativa in un'officina.
Raccolse le sue esperienze, le sue impressioni e le sue sensazioni come operaio attivo nel romanzo Okami-e ("Al lupo"), stampato nel 1926.
Nello stesso periodo uscirono due drammi: Haritsuke Mozaemon ("Mozaemon crocifisso"), censurato e interdetto alla rappresentazione per dieci anni, e Gisei ("Il sacrificio"), dedicato alla figura dell'amico scrittore Arishima Takeo, di cui lodava l'impegno per gli ideali civili.
Nel 1927, Fujimori iniziò la sua collaborazione con la rivista letteraria proletaria Bungei Sensen ("Fronte letterario") e poco dopo entrò a far parte della Lega degli scrittori proletari assumendone compiti direttivi.
In quegli anni pubblicò Hikari to yami ("Luce e buio"), Tsubasa ("Le ali"), Hoki ("La rivolta").
Nel 1930  si trasferì in Europa, dove soggiornò per due anni, ma una volta rientrato in patria venne arrestato, per aver finanziato il Partito comunista giapponese.
Nel secondo dopoguerra fondò la rivista letteraria Shin Nihon Bungaku ("La nuova letteratura giapponese") che ospitò un buon numero di scrittori con tendenze marxiste e aderì al partito comunista giapponese e si attivò come sostenitore del movimento per i diritti civili Nihon Kokumin Kyūen Kai.
Nel 1975, in occasione del sessantesimo anniversario della pubblicazione di Nami, una stele commemorativa è stata eretta sull'isola di Izu Ōshima.

## Opere

### Romanzi
- Nami - Le onde
  - Wakaki hi no nayami - Il tormento della gioventù
- Toko-Jin - Jin il barbiere
- Kyu-sensei - Un ex-insegnante
- Kosui no kanata - Oltre il lago
- Okami-e - Al lupo
- Hikari to yami - Luce e buio
- Tsubasa - Le ali
- Hoki - La rivolta

### Drammi
- Haritsuke Mozaemon (Mozaemon crocifisso)
- Gisei - Il sacrificio